# Copa Africana de Naciones Sub-23
La Copa Africana de Naciones Sub-23 es una competición de selecciones masculinas sub-23 de fútbol organizado por la Confederación Africana de Fútbol. Se realiza cada cuatro años, y los tres mejores equipos clasifican al torneo de fútbol en los Juegos Olímpicos.

## Historia
El 6 de agosto de 2015, el Comité Ejecutivo de la CAF decidió cambiar el nombre del torneo del Campeonato Sub-23 de la CAF por el de Copa Africana de Naciones Sub-23, similar a la versión para mayores, la Copa de África de Naciones.

## Palmarés
| Año                              | Sede      | Campeón   | Final Resultado | Subcampeón      | Tercer lugar | Resultado      | Cuarto lugar |
| -------------------------------- | --------- | --------- | --------------- | --------------- | ------------ | -------------- | ------------ |
| Campeonato Sub-23 de la CAF      |           |           |                 |                 |              |                |              |
| 2011 Detalle                     | Marruecos | Gabón     | 2:1             | Marruecos       | Egipto       | 2:0            | Senegal      |
| Copa Africana de Naciones Sub-23 |           |           |                 |                 |              |                |              |
| 2015 Detalle                     | Senegal   | Nigeria   | 2:1             | Argelia         | Sudáfrica    | 0:0 (pen. 3-1) | Senegal      |
| 2019 Detalle                     | Egipto    | Egipto    | 2:1 (pró.)      | Costa de Marfil | Sudáfrica    | 2:2 (pen. 6-5) | Ghana        |
| 2023 Detalle                     | Marruecos | Marruecos | 2:1 (pró.)      | Egipto          | Mali         | 0:0 (pen. 4-3) | Guinea       |
| 2027 Detalle                     |           |           |                 |                 |              |                |              |

## Lista de Campeones
En cursiva, se indica el torneo en que el equipo fue local. 
| País            | Campeón  | Subcampeón | Tercer lugar   | Cuarto lugar   |
| --------------- | -------- | ---------- | -------------- | -------------- |
| Egipto          | 1 (2019) | 1 (2023)   | 1 (2011)       |                |
| Marruecos       | 1 (2023) | 1 (2011)   |                |                |
| Gabón           | 1 (2011) |            |                |                |
| Nigeria         | 1 (2015) |            |                |                |
| Argelia         |          | 1 (2015)   |                |                |
| Costa de Marfil |          | 1 (2019)   |                |                |
| Sudáfrica       |          |            | 2 (2015, 2019) |                |
| Mali            |          |            | 1 (2023)       |                |
| Senegal         |          |            |                | 2 (2011, 2015) |
| Ghana           |          |            |                | 1 (2019)       |
| Guinea          |          |            |                | 1 (2023)       |

## Goleadores por torneo
| Año  | Jugador                                        | Selección         | Goles |
| ---- | ---------------------------------------------- | ----------------- | ----- |
| 2011 | Abdelaziz Barrada Raheem Lawal                 | Marruecos Nigeria | 3     |
| 2015 | Oghenekaro Etebo                               | Nigeria           | 5     |
| 2019 | Mostafa Mohamed                                | Egipto            | 4     |
| 2023 | Emmanuel Yeboah Abde Ezzalzouli Yanis Begraoui | Ghana Marruecos   | 3     |